# Pegesimallus fusticulus
Pegesimallus fusticulus là một loài ruồi trong họ Asilidae. Pegesimallus fusticulus được Londt miêu tả năm 1980. Loài này phân bố ở vùng nhiệt đới châu Phi.